# Allomyia gnathos
Allomyia gnathos är en nattsländeart som först beskrevs av Ross 1950.  Allomyia gnathos ingår i släktet Allomyia och familjen Apataniidae. Inga underarter finns listade i Catalogue of Life.